# Nole
Nole is een gemeente in de Italiaanse provincie Turijn (regio Piëmont) en telt 6447 inwoners (31-12-2004). De oppervlakte bedraagt 11,3 km², de bevolkingsdichtheid is 571 inwoners per km².

## Demografie
Nole telt ongeveer 2635 huishoudens. Het aantal inwoners daalde in de periode 1991-2001 met 3,9% volgens cijfers uit de tienjaarlijkse volkstellingen van ISTAT.
| Jaar | Inwoneraantal |
| ---- | ------------- |
| 1991 | 6496          |
| 2001 | 6242          |

## Geografie
Nole grenst aan de volgende gemeenten: Corio, Rocca Canavese, Grosso, San Carlo Canavese, Villanova Canavese, Ciriè, Fiano, Robassomero.

## Geboren
- Franco Balmamion (1940), wielrenner

1. ↑  https://demo.istat.it/?l=it.